# Walter Baldwin Spencer
Pour les articles homonymes, voir Spencer.
 (février 2019).
Si vous disposez d'ouvrages ou d'articles de référence ou si vous connaissez des sites web de qualité traitant du thème abordé ici, merci de compléter l'article en donnant les références utiles à sa vérifiabilité et en les liant à la section « Notes et références ».
Walter Baldwin Spencer est un biologiste évolutionniste, un ethnologue et un anthropologue britanno-australien, né le 23 juin 1860 à Stretford dans le Lancashire (aujourd'hui dans le Grand Manchester) et mort le 14 juillet 1929 sur l’île Hoste à proximité de la Terre de Feu. Il est notamment connu pour son travail sur le terrain avec les peuples aborigènes d'Australie centrale et ses contributions à l'étude de l'ethnographie. 

## Biographie
Il est le fils de Reuben Spencer et de Martha née Circuit. Il étudie à l’Owens College de Manchester et obtient son Bachelor of Sciences à l’Exeter College d’Oxford. Il se marie avec Mary Elizabeth Browman en janvier 1887 dont il aura une fille.
Il devient l’assistant de Henry Nottidge Moseley (1844-1891) en 1885. Il entre au Lincoln College en 1886. En 1887, il se rend en Australie où il obtient un poste de professeur de biologie à l’université de Melbourne, fonction qu’il conserve jusqu’à se retraite en 1919, année où il obtient le titre honorifique de professeur émérite. Il devient membre de la Royal Society en 1900. En 1894, il participe à l’expédition Horn dans le centre de l’Australie comme zoologiste et photographe. En 1899, il devient directeur honoraire du Muséum national de Victoria. Il est l’auteur de nombreuses recherches sur la faune, la flore et les peuples d’Australie.

## Œuvres
- The Native Tribes of Central Australia (avec Francis James Gillen, 1855-1912), 1899
- Guide to the Australian Ethnographical Collection (1901, 1922)
- The Northern Tribes of Central Australia (1904)
- Native Tribes of the Northern Territory of Australia (1914)
- The Arunta: a Study of a Stone Age People (1927)
- Wanderings in Wild Australia (1928).